# Artëm Fëdorovič Sergeev
Artëm Fëdorovič Sergeev (Mosca, 5 marzo 1921 – Mosca, 15 gennaio 2008) è stato un generale sovietico, figlio adottivo di Iosif Stalin.

## Biografia
Suo padre biologico era il rivoluzionario russo Fëdor Andreevič Sergeev, un amico personale di Stalin, che morì in un incidente ferroviario nel 1921, dopo il quale Lenin stesso incaricò Stalin di occuparsi del bambino, nato solo pochi mesi prima. Artëm Sergeev prestò servizio militare dal 1938 e combatté contro le truppe tedesche che avevano invaso l'Unione Sovietica nel 1941. Fu promosso a Tenente colonnello all'età di 23 anni e continuò a servire nelle Forze armate sovietiche dopo la fine della Seconda guerra mondiale.
Ha scritto due libri sulla guerra e sulla figura di Stalin. Sua moglie era Amaya Ruiz Ibárruri, figlia della politica comunista spagnola Dolores Ibárruri.
È stato sepolto nel cimitero di Kuncevo a Mosca.